# Dmytro Błażejowski
Dmytro Błażejowski (ukr. Дмитро Блажейовський; ur. 21 sierpnia 1910 w Wisłoku Wielkim, zm. 23 kwietnia 2011 we Lwowie) – ukraiński historyk, zakonnik, ksiądz greckokatolicki, artysta.

## Biografia
W latach 1922–1930 uczęszczał do ukraińskiego gimnazjum w Przemyślu. W latach 1933–1946 studiował filozofię, teologię i historię na Papieskim Uniwersytecie Gregoriańskim w Rzymie.
2 kwietnia 1939 został wyświęcony. Pierwszy doktorat, z teologii, obronił w 1942 na Papieskim Uniwersytecie Urbaniana. Drugi, z historii, w 1946, również w Rzymie na Papieskim Uniwersytecie Gregorianum.
Od 1946 do 1973 pracował jako duszpasterz w wielu parafiach greckokatolickich na terenie USA: Ansonia (CT, 1946–1947), St. Joseph (MO, 1947–1955), Denver (CO, 1955–1958), Filadelfia (1958–1959), Houston (TX, 1959–1973).
W 1973 powrócił do Rzymu i zajął się pracą naukową.
Oprócz pracy naukowej był również słynnym autorem wyszywanych ikon i chorągwi cerkiewnych, których wykonał ponad 200. Część z jego dzieł znajduje się w muzeach, część ciągle używana jest w liturgii.

## Dorobek naukowy
- Власть Київських Митрополитів над монахами (1596–1809) [„Włast´ Kyjiwśkych Mytropołytiw nad monachamy (1596–1809)”], Rzym 1973
- Українська і вірменська папські семінарії у Львові (1665–1784) [„Ukrajinśka i wirmenśka papśki seminariji u Lwowi (1665–1784)”], Rzym 1975
- Митрополії, епархії і екзархати візантійсько-київського обряду. Номенклатура і статистика [„Mytropoliji, eparchiji i ekzarchaty wizantijśko-kyjiwśkoho obriadu. Nomenkłatura i statystyka”], Rzym 1980
- Студенти візантійсько-київського обряду в папських колегіях і семінаріях, університетах та інститутах Центральної і Західної Европи [„Studenty wizantijśko-kyjiwśkoho obriadu w papśkych kołehijach i seminarijach, uniwersytetach ta instytutach Centralnoji i Zachidnoji Ewropy”], Rzym 1984
- Шематизм Української Католицької Церкви у діаспорі [„Szematyzm Ukrajinśkoji Katołyćkoji Cerkwy u diaspori”], Rzym 1988
- Українське католицьке духовенство у діаспорі (1751–1988) [„Ukrajinśke katołyćke duchowenstwo u diaspori (1751–1988)”], Rzym 1988
- Ієрархія Київської Церкви (861–1990) [„Ijerarchija Kyjiwśkoji Cerkwy (861–1990)”], Rzym 1990
- Українська Папська Мала Семінарія св. Йосафата у Римі (1951–1990) [„Ukrajinśka Papśka Mała Seminarija sw. Josafata u Rymi (1951–1990)”], Rzym 1990
- Берестейська Ре-Унія та українська історична доля і недоля [„Berestejśka Re-Unija ta ukrajinśka istoryczna dola i nedola”], Lwów 1995
- Історичний шематизм Перемиської Епархії з включенням Апостольської Адміністратури Лемківщини (1828–1939) [„Istorycznyj szematyzm Peremyśkoji Eparchiji z wkluczenniam Apostolśkoji Administratury Łemkiwszczyny (1828–1939)”], Lwów 1995]
- Альбом вишиваних ікон та образів [„Albom wyszywanych ikon ta obraziw”], Lwów 1999
- Мої рефлексії щодо проблем минулого, теперішнього і будущності українського народу [„Moji refłeksiji szczodo probłem mynułoho, teperiszńoho i buduszcznosti ukrajinśkoho narodu”], Lwów 2010 (ISBN 978-966-607-130-2